# Timonius sessilis
Timonius sessilis là một loài thực vật có hoa trong họ Thiến thảo. Loài này được (Scheff.) Valeton miêu tả khoa học đầu tiên năm 1909.